# Fažanski Kanal
Fažanski Kanal är ett sund i Kroatien. Det ligger i den västra delen av landet, 200 km sydväst om huvudstaden Zagreb.